# 天王寺之戰 (1576年)
石山合戰的一環，天正4年（1576年）5月7日，織田信長與一向一揆在天王寺一帶爆發劇烈衝突，最後以織田信長取勝，建立付城包圍本願寺。

## 起因
天正4年（1576年）2月，毛利輝元將將軍足利義昭從紀伊由良迎往備後的鞆之浦後，等於表明將與織田信長為敵，因此本願寺顯如雖於織田信長在前一年便和談，但又有跡象要據石山本願寺，發動加賀、能登、飛驒、越中的信眾與織田家對抗。

## 戰況
決定先發制人對付石山本願寺的織田信長，在4月14日派遣原田直政、荒木村重、細川藤孝、明智光秀跟筒井順慶率領3萬兵馬進攻大坂的石山本願寺，而本願寺顯如也在木津、難波一帶構築城寨防備。其中荒木村重由尼崎走水陸發動攻勢，在大坂的北野田等地建構三處城砦，封鎖河川海口的通路，明智光秀跟細川藤孝前往大坂東南方的森口、森河内放火並建砦，原田直政則在天王寺據要害之地築城砦，企圖斷絕本願寺的對外通路，為強化天王寺砦的防備，織田信長也命令佐久間信榮跟明智光秀、筒井順慶一同鎮守，同時派遣豬子兵助跟大津長昌前去擔任檢視確認戰況，並傳達即將進攻木津的命令，｡4月26日時，一向一揆方的勝願寺、佛照寺跟鈴木一楠等將領也突然對住吉社進行火攻
5月3日，織田軍以三好康長作為先鋒，率領根來眾、和泉眾打頭陣，後陣則由原田直政率領山城眾、大和眾跟上，兵鋒直指一向一揆方的木津城，石山本願寺也出動1萬兵馬救援，雙方交戰時一揆方使用數千挺洋槍射擊，擊潰了作為先鋒的三好康長軍，三好康長敗退，原田直政隨後率隊補上，持續攻擊一向一揆軍，但數刻激戰下仍屈居劣勢，最後原田直政在混戰中被流彈射殺，失去主將的織田軍大敗，塙安弘、塙小七郎、蓑浦無右衛門、丹羽小四郎等將領戰死，一向一揆趁勝追擊，反過來包圍了明智光秀、佐久間信榮、筒井順慶、豬子兵介、大津長昌所把守天王寺砦。
一向一揆使用大量鐵砲攻擊天王寺砦，一日之間進攻兩三回，攻勢十分猛烈，但因為天王寺砦使用防牛馬的柵欄做防衛而相當牢固，而未能攻下。城將明智光秀跟佐久間信榮也遣使往京都向織田信長求援，織田信長聞訊後迅速發布命令招集各方兵力，派遣村井貞勝先行救援，儘管淀川水勢洶湧，村井貞勝仍策馬渡河前往救援，而織田信長也傳令讓前往建築安土城的士兵暫時停工，趕來教援天王寺砦。
雖說已頒下招集令，織田信長心急下在5月5日於石清水八幡宮及一些神社、寺廟祈禱戰勝後，便率領百餘名親兵進入若江城，但截至5月7日才招集到3千兵力，而一向一揆的兵力卻多達1萬5千，織田信長將3千兵力分成三段，原先要任命荒木村重當先鋒，荒木村重卻拒絕，並表示要前往木津口防備，織田信長認同他的意見，改由佐久間信盛、松永久秀、細川藤孝和若江眾擔任先鋒，而丹羽長秀、瀧川一益、池田恆興、羽柴秀吉、蜂屋賴隆、稻葉一鐵、氏家直通、安藤守就擔任第二陣，織田信長親率親兵為第三陣，織田軍旋即往住吉的方向突擊。
開戰之初，織田信長便親自前往前線指揮全軍衝鋒，而一向一揆方也以數千挺鐵砲攻擊織田軍，織田軍仍奮力殺開一條血路通往天王寺砦，混戰中連織田信長的腿也被一向一揆的洋槍擊中而受傷，織田家臣紛紛勸告信長說，我方兵力不多，可等待兵力足夠再戰。但織田信長卻堅持繼續作戰，並將三段陣勢改成兩段，縱向出城襲擊一向一揆軍，順利擊潰一向一揆，並追擊到本願寺的城戶口，斬殺2千7百多名敵軍。

## 戰後
此戰過後，織田信長在石山本願寺的四隅建築十個付城，天王寺由佐久間信盛、信榮父子、進藤賢盛、松永久秀、久通父子、水野守隆、池田孫次郎、山岡景宗、青地元珍入駐，住吉的港口也設有要害，由和泉水軍的真鍋七五三兵衛跟沼野傳内把守，進行海上警戒。但接納了足利義昭的毛利輝元，也正式決定跟織田信長斷交，雙方立場轉為敵對，而織田家臣原田直政在戰死後，受到織田信長追究責任，其一族也失勢沒落。